# Maelbeek metróállomás
A Maelbeek (kiejtés: [maːlbeːk]) (az ugyancsak hivatalos holland nyelvi forma Maalbeek; a Maelbeek forma számít a francia nyelvi változatnak, de ez is egy régebbi holland írásmódot őrzött meg; a két forma kiejtése egyforma) a brüsszeli 1-es és 5-ös metró állomása az Arts-Loi (hollandul Kunst-Wet) és a Schuman állomások között.

## Az állomás története

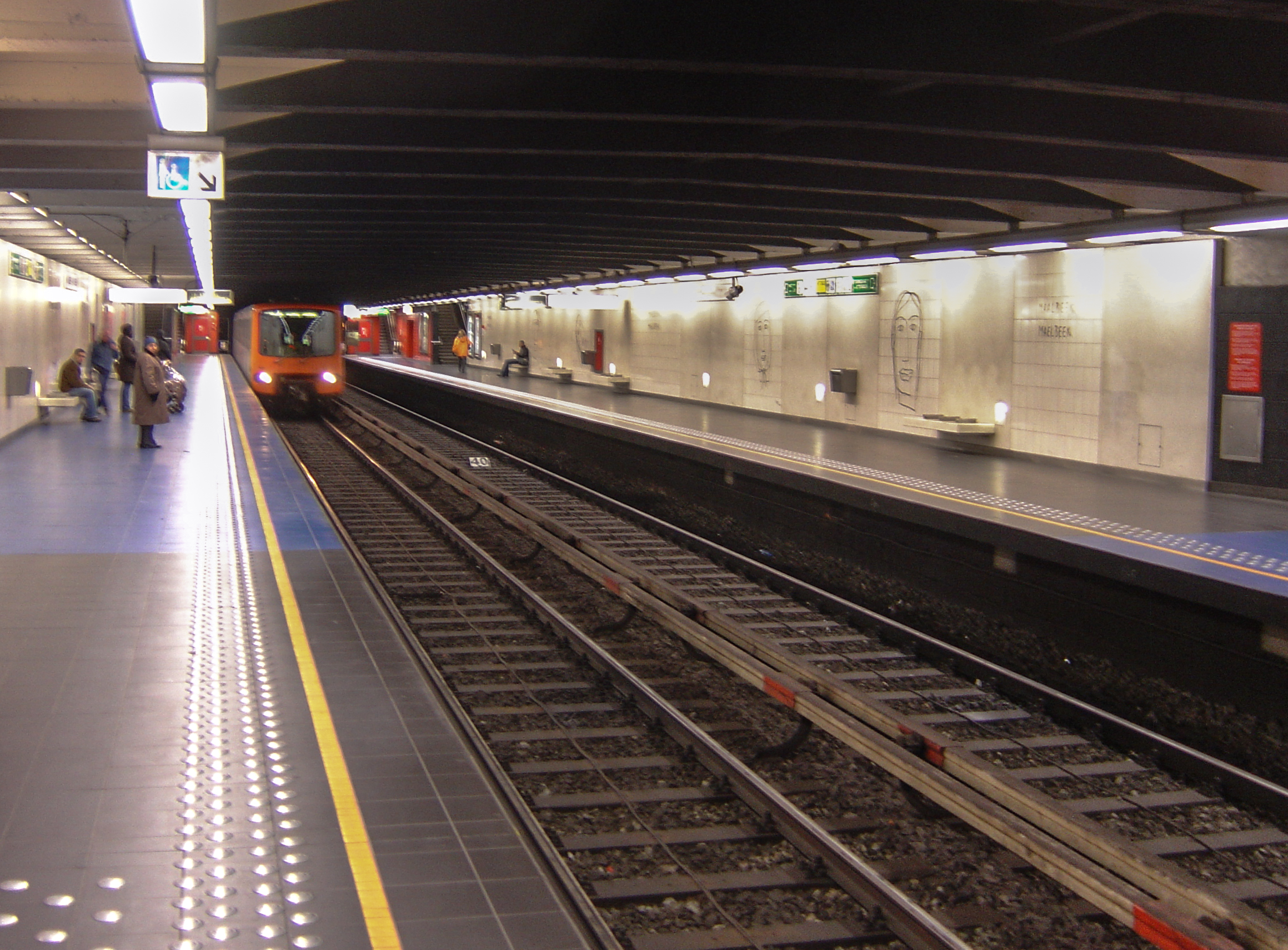
Az állomás 2008-ban

A 19. századig a Maelbeek nevű patak folyt ezen a területen, róla kapta az állomás a nevét. Forrása Brüsszel Ixelles nevű városrészében található és átfolyik Etterbeek, Saint-Josse-ten-Noode és Schaerbeek városrészeken, majd a Senne folyóba ömlik. A patak áradásai váratlanok voltak, ezért 1872-ben a föld alá terelték. Betemetése lehetővé tette a Quartier Léopold (ma ismert nevén EU-s negyed) derékszögű utcarendszerének megalkotását a rue de la Loi és a rue Belliard körül.
A Maelbeek állomást 1965-ben építették és 1969. december 20-án adták át kéreg alatt vezetett villamosvonal, úgynevezett premetró állomásaként. Teljes értékű metróvonal állomásaként 1976. szeptember 20-án nyílt meg. Mivel eddig villamosok közlekedtek az alagútban, a peronok magasságát meg kellett emelni. 1982-ben az itt futó 1-es számú vonalat kettéosztották 1A és 1B vonalakra, különböző végállomásokkal. 2009. április 4-től újabb átszervezés nyomán a két itt futó vonal az 1-es és 5-ös számozást kapta.
1999 és 2000 között teljesen felújították az állomást. Az állomás belső falait azóta portugál azulejo csempékre festett 8 modern portré díszíti, Benoît van Innis alkotásai.
2013-ban liftet installáltak az állomásra, hogy a mozgásukban korlátozottak is hozzáférjenek.
2016. március 22-én az állomás terrortámadás helyszíne volt. A támadásban legalább 20 halálos áldozat és 106 sebesült volt.

### 2016. március 22-i terrortámadás

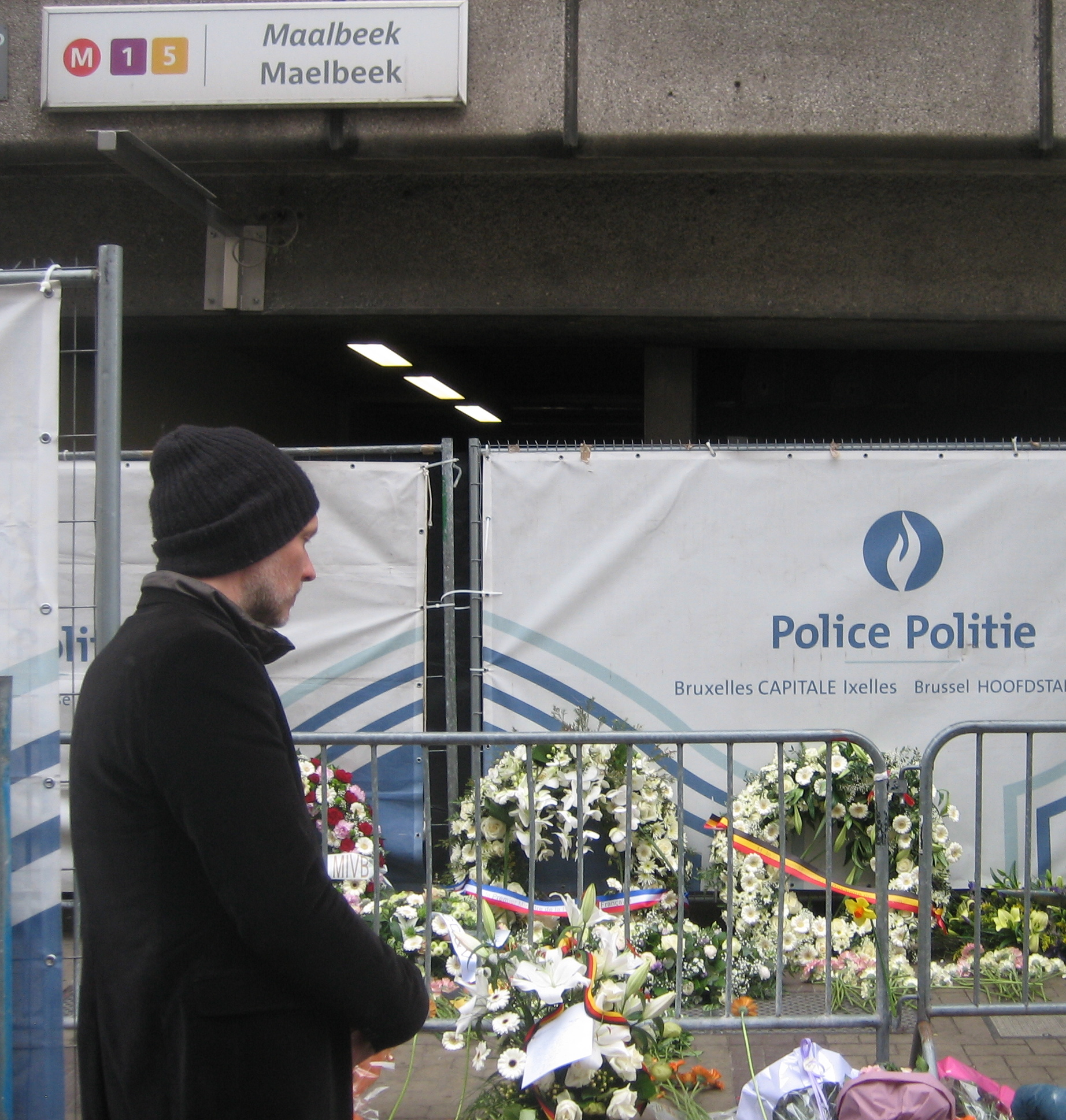
Az állomás bejárata a 2016. március 22-i terrortámadás után

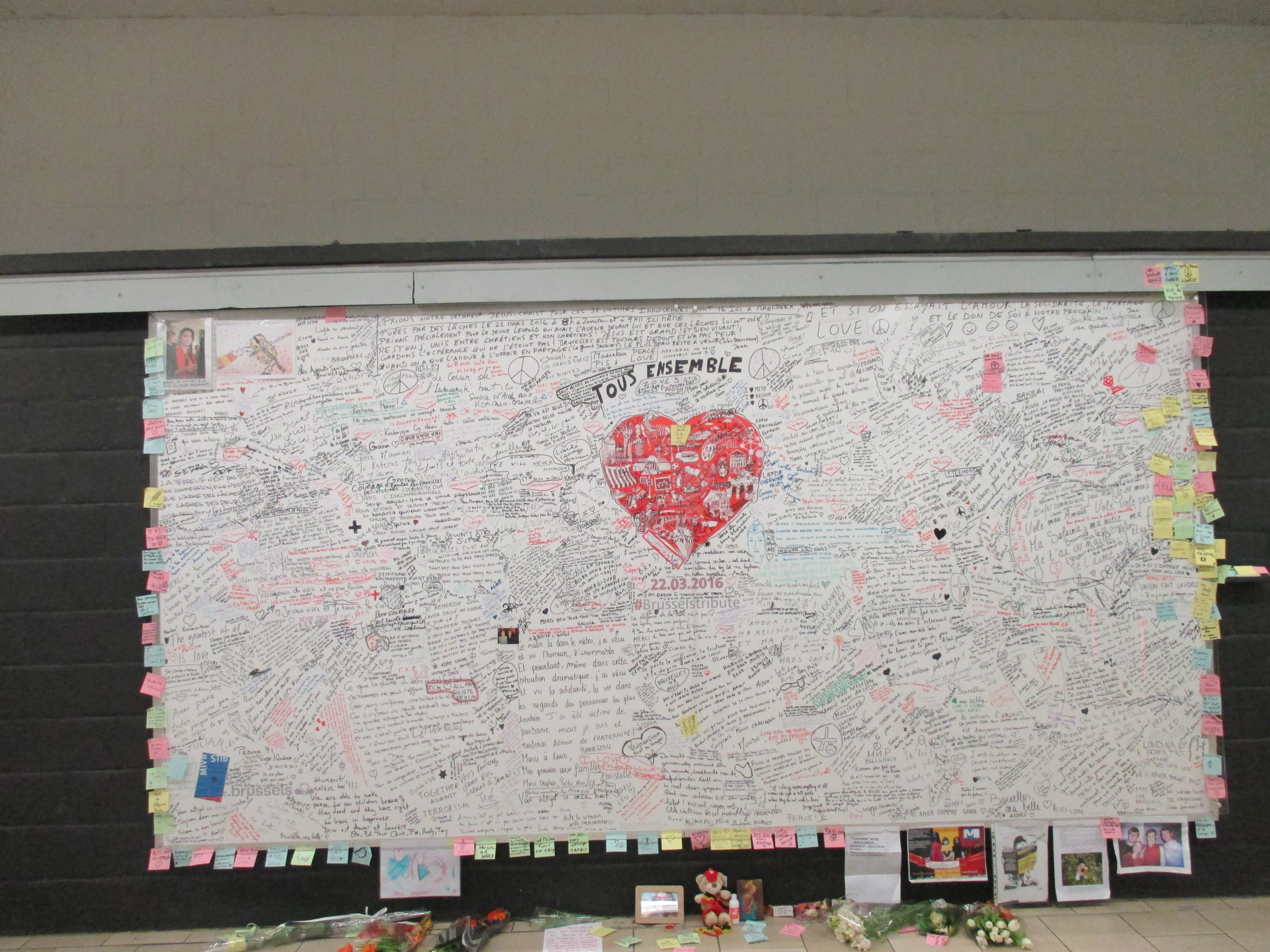
Emlékfal a terrortámadás áldozatainak emlékére, melyet 2016. április 23-án helyeztek el az állomás előcsarnokában.

2016. március 22-én 9 óra 11 perckor robbanás történt a brüsszeli metró 105-ös számú vagonjában. Az 5-ös metró éppen készült elhagyni a Maelbeek állomást az Arts-Loi állomás irányába. Az esemény egy órával a brüsszeli repülőtéren elkövetett merénylet után történt. A belga média 20 halálos áldozatról és több mint 100 sebesültről adott hírt. A történteket az Iszlám Állam nevű terrorszervezet vállalta magára.
Az állomás a történtek után egy hónapig zárva volt. 2016. április 25-én nyitották meg újra. Az állomás előcsarnokában egy emlékfalat is elhelyeztek a terrortámadás áldozatainak emlékére, melyen bárki hagyhat üzenetet.
Két nappal később Fülöp király nem bejelentett látogatást tett a metróban. A Gare Centrale állomástól a Maelbeekig utazott, ahol megemlékezett az áldozatokról az emlékfal előtt.
Május 3-án egy második táblát is kihelyeztek az állomáson, melyen szintén bárki hagyhat üzenetet.

## Elhelyezkedése
A metróvonal a Rue de la Loi/Wetstraat alatt húzódik. Az állomás csarnoka az út északi és déli oldaláról, valamint két hosszabb aluljárón át közelíthető meg a Rue Joseph II/Jozef II-straat utcáról illetve a Chaussée d'Etterbeek/Etterbeeksesteenweg útról.
Az állomástól mintegy 200 méterre, a Rue de Trèves/Trierstraat utcában található Magyarország Állandó Képviselete az Európai Unió mellett. A nagyságrendileg százfős magyar képviselet munkatársainak túlnyomó része rendszeresen használja ezt a metróállomást.

## Átszállási lehetőségek
| 1 (Gare de l’Ouest – Stockel) |                        | |
| 5 (Érasme – Herrmann-Debroux) |                        | |
| Állomás                       | Átszállási lehetőségek | Fontosabb létesítmények                                                                                   |
| Maelbeek/Maalbeek             | 22 59 64               | Európai Parlament, Régiók Bizottsága, Európai Gazdasági és Szociális Bizottság, Természettudományi Múzeum |

## Fordítás
- Ez a szócikk részben vagy egészben  a   Maelbeek (métro de Bruxelles) című francia Wikipédia-szócikk ezen változatának fordításán alapul.  Az eredeti cikk szerkesztőit annak laptörténete sorolja fel. Ez a jelzés csupán a megfogalmazás eredetét és a szerzői jogokat jelzi, nem szolgál a cikkben szereplő információk forrásmegjelöléseként.